# Литвин Віталій Сергійович
Віталій Сергійович Литвин  — український військовослужбовець, майор Національної гвардії України, учасник російсько-української війни, що відзначився у ході російського вторгнення в Україну. Герой України (2022).

## Життєпис
Народився і виріс у смт Десна Чернігівської області. Закінчив факультет історії, лінгвістики та етнографії Чернігівського національного педагогичного університету імені Т. Г. Шевченка (нині — Національний університет «Чернігівський колегіум» імені Т. Г. Шевченка).
З 2014 року служить у Національній гвардії України — спочатку у добровольчому батальйоні «Крук», потім, з 2016 року — у 4-й бригаді оперативного призначення.
Обіймав посади командира відділення та головного сержанта взводу, неодноразово відряджався до району проведення АТО/ООС, був відзначений нагрудним знаком «За доблесну службу». У серпні 2020-го призначений командиром взводу та отримав первинне офіцерське звання «молодший лейтенант». 
Відзначився під час повномасштабного російського вторгнення військ в Україну. Як командир взводу розвідки спеціального призначення батальйонно-тактичної групи Нацгвардії виявив особисту мужність і героїзм під час захисту державного суверенітету та територіальної цілісності України. Під його управлінням особовий склад здійснив спецоперації з відсічі російської збройної агресії біля с. Гречишкине Щастинського району, міст Сєвєродонецьк і Рубіжне на Луганщині.
Станом на кінець 2024 року 30-річний капітан Литвин проходив службу у Окремій артилерійській бригаді НГУ, очолював підрозділ розвідки.

## Нагороди
- звання Герой України з врученням ордена «Золота Зірка» (5 червня 2022) — за особисту мужність і героїзм, виявлені у захисті державного суверенітету та територіальної цілісності України, вірність військовій присязі[2].